# Mario Echandi Jiménez
Mario José Echandi Jimenéz (San José, 17 giugno 1915 – San José, 30 luglio 2011) è stato un politico costaricano.
È stato Presidente della Costa Rica dal maggio 1958 al maggio 1962 come rappresentante del Partito Unificazione Nazionale.